# تاج تامانغ
تاج تامانغ (بالنيبالية: नेपाली फुटबल खेलाडी)‏ هو لاعب كرة قدم نيبالي في مركز الوسط، ولد في 14 فبراير 1998 في نيبال.

## وصلات خارجية
- تاج تامانغ على موقع إي إس بي إن إف سي (الإنجليزية)
- تاج تامانغ على موقع قاعدة بيانات كرة القدم.إي يو (الإنجليزية)
- تاج تامانغ على موقع ناشيونال فوتبول تيمز (الإنجليزية)
- تاج تامانغ على موقع Soccerway.com (الإنجليزية)
- تاج تامانغ على موقع عالم كرة القدم.نت (الإنجليزية)